# Dolichoplia prolata
Dolichoplia prolata är en skalbaggsart som beskrevs av Marc Lacroix 1998. Dolichoplia prolata ingår i släktet Dolichoplia och familjen Melolonthidae. Inga underarter finns listade i Catalogue of Life.